# Русско-китайская конвенция (1898)
Русско-китайская конвенция 1898 года подписана 15 (27) марта 1898 года в Пекине русским поверенным в делах А. Павловым и членом императорского Секретариата и Коллегии по иностранным делам правительства империи Цин Ли Хунчжаном.
Предусматривала предоставление России в арендное пользование Порт-Артура (Люйшуня) и Дальнего (Даляня) и разрешала прокладку к этим портам железной дороги (Южно-Маньчжурская железная дорога) от одного из пунктов Китайско-Восточной железной дороги (КВЖД).

## История
В конце 1897 года борьба мировых держав за сферы влияния и концессии в империи Цин обострилась. В ноябре 1897 года территория Цзяо-Чжоу была захвачена Германией, после чего цинское правительство обратилось за помощью к России. Правительство Российской империи обусловило оказание помощи лишь в случае удовлетворения российских интересов в Маньчжурии, включая строительство железнодорожной магистрали.
После установления Великобританией своей сферы влияния в районе Янцзы и заключения 1 марта 1898 года англо-китайского соглашения о займе, в Пекине 3 марта 1898 года начались российско-китайские переговоры, итогом которых и стало подписание Русско-китайской конвенции.

## Содержание
Согласно статьям I, II и III данной конвенции, Россия получила в полное и исключительное арендное пользование на 25 лет Люйшунь и Далянь с прилегающим водным и территориальным пространством при сохранении и ненарушении верховных прав империи Цин на данную территорию.
Согласно статьям IV и V данной конвенции, на арендуемых территориях военное и высшее гражданское руководство передавалось российским властям. Севернее арендуемого участка устанавливалась нейтральная зона с сохранением цинского управления и допуском в эту зону китайских войск по согласованию с русскими властями.
Согласно статье VI конвенции, Люйшунь, как чисто военный порт России и Цин, объявлялся закрытым для судов всех других держав. Все бухты Даляня, кроме одной, которая предназначалась только для России и Цин, объявлялись свободными для доступа торговых судов всех стран.
Конвенция также дала право Обществу КВЖД соорудить железнодорожную ветку от одной из станций КВЖД до Даляня, а в случае необходимости и до иного пункта между городом Инцзы и рекой Ялуцзян.
7 мая 1898 года к данной конвенции был подписан дополнительный протокол, по которому правительство империи Цин обязалось не уступать иностранцам без согласия России ни одного участка нейтральной зоны, не открывать для торговли ни одного из портов по восточному и западному побережью этой зоны, не предоставлять иностранцам железнодорожных, горнорудных и промышленных концессий в нейтральной зоне.
На территории, полученной Россией, была образована Квантунская область.
Российско-китайская конвенция прекратила действовать в связи с подписанием Портсмутского мирного договора 1905 года.